# José Díaz Fuentes
Pour les articles homonymes, voir Fuentes.
José Díaz Fuentes est un sculpteur espagnol né à Sarria en Galice (Espagne) le 6 août 1940 et mort à Saint-Germain-en-Laye le 30 mai 2010,.
Entré à l'École des Arts et Métiers de Saint-Jacques-de-Compostelle en 1958, il poursuit ses études à l'École des Beaux-Arts San Jorge de Barcelone (1964) et à celle de San Fernando à Madrid.
- 1980 : Médaille de bronze de l’Académie européenne des Beaux-Arts
- 1981 : Bourse du Ministère espagnol de la Culture

## Expositions itinérantes
- 1992 : première étape de l’exposition itinérante « À travers les chemins de Compostelle » - Casa de la Parra, Xunta de Galicia, Saint Jacques de Compostelle.
- 1993 : suite de l’exposition itinérante : « Sur les chemins de Saint Jacques »
  - Janvier : Museo Provincial –Lugo
  - Août : La Casona – Mairie d’Astorga
  - Septembre octobre : Automne culturel de Burgos – Musée Municipal, Monastère de San Juan

Mosaïque sur le chemin de Saint Jacques à Triacastela Pavement de trottoir à Samos
- 1994 : exposition personnelle à l’Institut Supérieur d’Art et de Publicité avec le soutien de l’Ambassade d’Espagne et la Diputacion Provincial de Lugo

## Aménagements d’espaces urbains: projets et réalisations
- 1982 : Pontedeume : Pavement de rues, places, mobilier urbain et sculpture
- 1983 : projet d’aménagement du noyau historique de Ferrol
- 1984 : projet de mobilier urbain et d’aménagement des rues piétonnes en bordure de la rivière Sarria

Projet pour les jardins de « La Compania de Monforte de Lemos »
Sarria : pavement en ardoise et terre cuite avec des motifs symboliques des Chemins de Saint Jacques
- 1985 : projet d’aménagement de la zone piétonne – Sada

Projet d’aménagement de la Place de la Soledad – Lugo
Projet pour la création d’un jardin – Sortie de Lugo direction Saint Jacques de Compostelle.
Projet et réalisation d’une rambarde et de la décoration du pont de la du pont de la rivière Sarria – Sarria Samos
Études sur le thème des chemins de Saint Jacques et pour l’Exposition universelle de 1992 à Séville
- 1992 : étude et réalisation d’une place intérieur dans l’ensemble urbain « A Ponte Vella » - Sarria
- 1993 : mosaïque – Triacastela Pavement Samos
- 2005 : projet d’un amphithéâtre en plein air entouré de sculptures à Sarria

## Activités pédagogiques
- 1990-95 : intervention dans un atelier de pratique artistique au collège G. Duhamel d’Herblay (Val-d'Oise) et organisation d’échanges scolaires avec le collège « Colegio Fingoy » de Lugo.
- Depuis 1996 :

Atelier d’Art de Conflans-Sainte-Honorine, ateliers de sculpture, Vauréal et Chanteloup-les-Vignes

## Sculptures monumentales
- 1970-1974 : en collaboration – Vitry[Lequel ?], Amiens, Forêt de Sénart, Mutzig (Strasbourg), Grenoble, Bordeaux
- 1976 : Le Chesnay
- 1977 : Aubergenville
- 1978 : Chaumont[Où ?], Faculté des Sciences économiques de Saint Jacques
- 1979 : « Caixa Rural » de Lugo
- 1980 : Pierrelaye
- 1983 : « La Medusa » Lugo

Espace paysager – Sarria
Société Caramelo à La Corogne
- 1992 : Callas – Sarria

Sculpture monumentale en béton (6m×5m) Route nationale 646 Sarria Monforte
Sculpture en béton pour une aire de repos – Rubian (Lugo)
- 1993 : sculpture en granit et bronze pour l’Institut national de physique nucléaire et de physique des particules de Paris[3]-
- 2003 : projet d’une sculpture pour l’Algérie
- 2004 : sculptures en Manche

Sculptures en L’Ile-Andresy
- 2007 : projet de sculpture monumentale pour la ville de Nice

Projet de sculpture monumentale pour la ville de Poissy

## Salons
- 1972 - Salon des réalités nouvelles
- 1972-1979 - Salon de la jeune sculpture
- 1973 - « Mostra Independente das Artes Plasticas de Galicia » - Vigo
- 1974-1977-1981-1982-1998 - Grands et Jeunes d’aujourd’hui
- 1974 - Art Internationale de Peinture et de Sculpture Contemporaine de Paris
- 1979 - Exposition internationale de sculpture – Le Vaudreuil

Galerie Arc-en-ciel à Paris
- 1980 - Jeune Peinture, Jeune Expression

Salon de Sculpture contemporaine – Fontenay[Lequel ?]
Bilan de l’Art Contemporain – Québec
Exposition Atlantica - Galice
- 1982 - Art expo – New York
- 1984 - Art Expo - Tokyo
- 1987 - Invité d’honneur des Beaux-Arts de Beaumont-sur-Oise
- 1990 - Festival international de sculpture à Ouistreham (Calvados)
- 1992-1998 - Comparaisons
- 1993 - Invité d’honneur du Salon 10×15 Conflans-Sainte-Honorine
- 1995 - Collection Eva et Denys Chevalier – Musée de Meudon
- 1998 - Invité d’honneur au Salon Manganèse – Vauréal

Salon d'automne
Salon des artistes indépendants
- 1999 - Salon d’automne Paris

« Monde de la Culture et des Arts » - Cannes
Célébration de l’an 2000 Maison des Jeunes et de la Culture Conflans-Sainte-Honorine (Yvelines)
- 2000 - Montmartre en Europe

Festival International Exposition Sculptures et Dessins à la Rochelle Lacroix
- 2001 - Premier Prix Troisième Festival international Ouistreham Riva-Bella de Sculpture
- 2002 - Salon d’automne Paris

Salon Peinture et Sculpture – Château du Logis à Brécey
Biennale internationale de peinture, sculpture de Tinchebray
- 2003 - Centenaire 1903-2003

Salon d’automne Paris
- 2004 - Salon de Beaumont-sur-Oise

Invité d’honneur Salon de la Vallée de Chevreuse
- 2005 - Commissaire du Salon d’automne en Galice

Participation à de nombreux salons en France
- 2006 - Commissaire du Salon d’automne en Galice

Salon d’automne Paris
Salon Comparaisons
Mois de l’Espagne à Dreux
Chamalières
- 2007 - Invitation à la biennale de Florence

Exposition collective : Clermont-Ferrand
Initiateur d’une coopération à Sarria en Galice (Espagne) et Montmartre en
Europe pour un renouveau des Chemins de Compostelle
3e Salon d’Automnes Sarria en relation avec le Salon d’automne à Paris

## Salon d'Automne à Sarria
- 2005 - Commissaire du Salon d'automne à Sarria en Galice, Espagne, création, 50 œuvres au Couvent de la "Merced" .
- 2006 - Commissaire du Salon d'automne à Sarria en Galice, Espagne, exposition au Couvent de la "Merced" .
- 2007 - Commissaire du Salon d'automne à Sarria en Galice, Espagne, 121 œuvres présentées, exposition au Couvent de la "Merced" et l'"Antiga prison" .
- 2008 - Commissaire du Salon d'automne à Sarria en Galice, Espagne, 13 pays, 172 artistes, 300 œuvres présentées sur 6 lieux du Chemin de Compostelle : à Sarria Le Couvent de la "Merced" et l'"Antiga prison", au cloître du Couvent de Samos, à Cebreiro, à Paradela et à Portomarín.

## Expositions personnelles
- 1974 - Vigo Espagne
- 1981 - Musée Pissarro de Pontoise (avec une bourse du Ministère espagnol des Affaires culturelles)
- 1982 - Acquisition d’une œuvre par le Fonds national d'art contemporain (Musées nationaux)
- 1986 - Maison de la Culture de Conflans-Sainte-Honorine (Yvelines)
- 1991 - Galeria Bacelos, Vigo

Invité d’honneur du Salon international de gravure de Conflans-Sainte-Honorine
« Club financiero », La Corogne
- 1992-1994 - Exposition itinérante « À travers les chemins de Saint Jacques » : Saint Jacques de Compostelle, Lugo, Astorga, Burgos
- 1994 - Institut d’Art et de Publicité, Paris
- 1994-1995 - Junta de Castilla y Leon - Valladodid
- 1995 - Bibliothèque Albert-Camus, Eragny-sur-Oise

Bibliothèque Les Bourseaux, Saint-Ouen-l'Aumône
Salle Hubert Yencesse, Chambourcy
- 1996 - Palais de la découverte, « Sur les traces de l’invisible » (Institut national de physique nucléaire et de physique des particules)
- 1998 - Galerie Dartcourt, Paris VIII

Galerie Everarts, Paris VIII
- 1999 - Exposition Galerie Thuillier, Paris

Galerie Le Dépôt Matignon, Paris VIII
- 2000 - Espace Culturel, Saint-Germain-des-Angles

«Sur le chemin de Compostelle » à Ste-Honorine
- 2001 - Galerie : L’Exception à Poitiers « Sur le Chemin de Compostelle ».

Salon d'automne Paris

## Symposiums
- 2002 - Premier Symposium de Sculpture au Pays de la Baie du Mont Saint Michel
- 2003 - Symposium en Chine (invité)

## Médaille honorifique
- 1999 - Médaille d’argent au titre des Arts et Mérite et Dévouement Français Senat